# Arley Ibargüen
Arley Ibargüen (* 4. Oktober 1982 in Apartadó) ist ein kolumbianischer Leichtathlet, der sich auf den Speerwurf spezialisiert hat.

## Sportliche Laufbahn
Erste Erfahrungen bei internationalen Meisterschaften sammelte Arley Ibargüen im Jahr 2004, als er bei den U23-Südamerikameisterschaften in Barquisimeto mit einer Weite von 70,05 m die Bronzemedaille hinter den Brasilianern Alexon dos Santos Maximiano und Júlio César de Oliveira gewann. 2016 startete er erstmals bei den Südamerikameisterschaften, trat dort aber außerhalb der Wertung an. 2007 belegte er bei den Südamerikameisterschaften in São Paulo mit 72,11 m den vierten Platz. 2009 siegte er dann bei den Südamerikameisterschaften in Lima mit 81,07 m und stellte damit einen neuen Landesrekord auf. Anschließend gewann er bei den Zentralamerika- und Karibikmeisterschaften in Havanna mit 75,16 m die Bronzemedaille hinter dem Kubaner Guillermo Martínez und seinem Landsmann Dayron Márquez. Daraufhin ging er bei den Weltmeisterschaften in Berlin an den Start und verpasste dort mit 72,54 m den Finaleinzug. Im Jahr darauf siegte er dann bei den Zentralamerika- und Karibikspielen in Mayagüez mit 78,93 m und wurde beim Leichtathletik-Continentalcup mit 73,73 m Siebter.
2011 verteidigte er bei den Südamerikameisterschaften in Buenos Aires mit 73,61 m seinen Titel und anschließend gewann er bei den CAC-Meisterschaften in Mayagüez mit 75,71 m die Silbermedaille hinter dem Kubaner Guillermo Martínez. Daraufhin schied er bei den Weltmeisterschaften in Daegu mit 74,02 m in der Qualifikation aus und erreichte dann bei den Panamerikanischen Spielen in Guadalajara mit 72,93 m Rang zehn. Im Jahr darauf gewann er bei den Ibero-Amerikanischen Meisterschaften in Barquisimeto mit 76,48 m die Silbermedaille hinter dem Argentinier Braian Toledo. 2013 gewann er bei den Südamerikameisterschaften in Cartagena mit 76,13 m die Silbermedaille hinter dem Paraguayer Víctor Fatecha und anschließend gewann er bei den Juegos Bolivarianos in Trujillo mit einem Wurf auf 71,78 m Bronze hinter Fatecha und seinem Landsmann Dayron Márquez. Im Jahr darauf wurde er bei den Südamerikaspielen in Santiago de Chile mit einer Weite von 74,25 m Vierter und erreichte anschließend beim Panamerikanischen Sportfestival in Mexiko-Stadt mit 67,30 m Rang elf, ehe er bei den Zentralamerika- und Karibikspielen in Xalapa mit 75,56 m den fünften Platz belegte.
2015 gewann er bei den Südamerikameisterschaften in Lima mit 75,47 m die Bronzemedaille hinter dem Brasilianer Júlio César de Oliveira und Braian Toledo aus Argentinien. Im Jahr darauf siegte er bei den Ibero-Amerikanischen Meisterschaften in Rio de Janeiro mit einer Weite von 80,28 m und 2017 gewann er bei den Südamerikameisterschaften in Luque mit 75,97 m die Silbermedaille hinter Braian Toledo. Daraufhin siegte er bei den Juegos Bolivarianos im heimischen Santa Marta mit einem Wurf auf 78,87 m. 2018 nahm er erneut an den Südamerikaspielen in Cochabamba teil und siegte dort mit 80,11 m, ehe er bei den Zentralamerika- und Karibikspielen in Barranquilla mit 74,57 m den fünften Platz belegte. Anschließend siegte er bei den Ibero-Amerikanischen Meisterschaften in Trujillo mit 75,50 m und wurde dann beim Leichtathletik-Continentalcup in Ostrava mit 71,08 m Achter.
2019 gewann er bei den Südamerikameisterschaften in Lima mit 75,83 m die Bronzemedaille hinter Landsmann Dayron Márquez und Francisco Muse aus Chile. Anschließend startete er bei den Panamerikanischen Spielen ebendort und belegte mit 74,85 m den siebten Platz. Nach einem wettkampffreien Jahr siegte er im Jahr 2021 bei den Südamerikameisterschaften in Guayaquil mit einem Wurf auf 75,62 m.
In den Jahren 2013, von 2016 bis 2018 sowie 2021 wurde Ibargüen kolumbianischer Meister im Speerwurf.